# Лебёф, Жан
Жан Лебёф (фр. Jean Lebeuf; 7 марта 1687, Осер — 10 апреля 1760, Париж) — французский учёный, историк, писатель
, композитор, соборный аббат, каноник и субкантор в Осере, член парижской Академии надписей и изящной словесности с 1740 года.

## Биография
Родился в небогатой семье служащего. Стал известен с юности своей любовью к учёбе. В семилетнем возрасте поступил в иезуитскую коллегию, где изучал гуманитарные науки (языки и античную литературу). Приобрёл страсть к музыке и старинным рукописям.
В возрасте четырнадцати лет завершил цикл обучения у иезуитов. Продолжил учёбу богословию в Париже в Коллеже Сорбонны. Изучил греческий и иврит, занимался углубленными историческими исследованиями, увлёкся палеографией — относительно новой и редкой в то время наукой. Освоил практически все отрасли средневековых знаний и хорошо знал источники и библиографию своего предмета. Знания черпал не только из книг; он был также археологом и часто совершал экспедиции по Франции, всегда пешком, в ходе которых осматривал памятники архитектуры и скульптуры, а также библиотеки и собрал ряд заметок и зарисовок.
В 1705 году сделал себе имя как композитор.
Автор «Traité historique et pratique sur le chant ecclésiastique» (1741) и ряда статей о григорианском пении (plain-chant) в «Mercure de France» за 1725—37; его крупные исторические сочинения: «Recueil de divers écrits pour servir d’éclaircissements â l’histoire de France» (1738, 2 t.) и «Dissertations sur l’histoire ecclésiastique et civile de Paris» (1739—45, 3 t.), содержат также много касающегося музыки.